# Patscherkofel
Il Patscherkofel è una montagna delle Prealpi del Tux, alta 2246 m. È il monte di Innsbruck, il capoluogo del Tirolo (Austria), dalla quale dista pochi chilometri.
Dal 1929, anno di apertura della funivia Patscherkofelbahn, è una stazione sciistica che, nel corso della storia, ha ospitato sulla pista Olympia Patscherkofel le gare di sci alpino di due edizioni dei Giochi olimpici invernali: Innsbruck 1964 e, parzialmente, Innsbruck 1976, entrambe valide anche come Campionati mondiali di sci alpino. A Patscherkofel si sono inoltre disputate gare di altri due Mondiali (1933 e 1936), di Coppa del Mondo e di Coppa Europa. Nella stazione sciistica si sono inoltre svolte gare FIS e di Coppa Europa di snowboard.